# Farciminellum hexagonum
Farciminellum hexagonum är en mossdjursart som först beskrevs av Busk 1884.  Farciminellum hexagonum ingår i släktet Farciminellum och familjen Farciminariidae. Inga underarter finns listade i Catalogue of Life.